# 埃米利亚诺·萨帕塔
埃米利亚诺·萨帕塔·萨拉萨尔（西班牙語：Emiliano Zapata Salazar，1879年8月8日—1919年4月10日），墨西哥革命领袖，墨西哥南方解放軍领导人。1879年8月8日生于安内内库尔科（莫雷洛斯州），1919年4月10日在莫雷洛斯州遭伏击身亡。
萨帕塔是墨西哥的民族英雄、墨西哥革命的领袖，他所领导的墨西哥南方农民武装，是1910年墨西哥革命的重要组成力量。
薩帕塔出生於阿內內庫伊爾科鄉村（Anenecuilco），當時的農民社區正遭受小地主階級日益嚴重的壓迫，在獨裁者波菲里奧·迪亞斯(1877-1880 年和 1884-1911 年擔任墨西哥總統)的支持下，小地主階級壟斷了甘蔗生產所需的土地和水資源。薩帕塔早期參與了反對迪亞斯和地主階級的政治運動，1910 年革命爆發後，他成為莫雷洛斯農民起義的領導者。他與其他一些農民領袖合作，組成了南方解放軍，很快成為無可爭議的領袖。薩帕塔的軍隊在1911 年 5 月的庫奧特拉戰役中擊敗了聯邦軍隊，最終推翻了迪亞斯政權。但當革命領袖弗朗西斯科·馬德羅就任總統時，他卻否定了薩帕塔軍隊的作用，斥責他們只是土匪。
1911 年 11 月，薩帕塔頒佈了阿亞拉計劃 (Plan de Ayala)，要求進行實質的土地改革，將土地重新分配給農民。馬德羅派聯邦軍隊在莫雷洛斯(Morelos)剷除薩帕塔。馬德羅的將軍採取焦土政策，燒毀村莊，強迫居民搬遷，並徵召許多人加入軍隊，或將他們送往墨西哥南部的強迫勞動營。這些行動鞏固了薩帕塔在農民中的地位，並成功地將 荷西·維多利亞諾·韋爾塔·馬奎斯（Victoriano Huerta）領導的馬德洛軍隊趕出莫雷洛斯。在 1913 年 2 月針對馬德羅的政變中，韋爾塔取得了墨西哥的權力，但在墨西哥北部由維努斯提亞諾-卡蘭薩 (Venustiano Carranza)、阿爾瓦羅-奧布裏貢 (Álvaro Obregón) 和弗朗西斯科-「潘喬」-比拉 (Francisco  "Pancho"  Villa) 領導的立憲派勢力聯盟，在薩帕塔部隊的支持下，於 1914 年 7 月將韋爾塔趕下了台。薩帕塔不承認卡蘭薩作為革命運動領袖的權威，繼續堅持阿亞拉計劃。
革命者擊敗韋爾塔之後，試圖在阿瓜斯卡連特斯（Aguascalientes）會議（1914 年 10 月至 11 月）中釐清權力關係。薩帕塔和 比拉  與卡蘭薩決裂，墨西哥陷入了勝利者之間的內戰。薩帕塔對與比拉的結盟感到失望，他集中精力重建莫雷洛斯的社會，實施阿亞拉計劃（Plan de Ayala）的土地改革。
1915 年，卡蘭薩鞏固了他的權力並擊敗了比亞，薩帕塔對卡蘭薩發動了游擊戰，卡蘭薩反過來入侵了莫雷洛斯，再次採用焦土策略驅逐薩帕塔叛軍。1917 年，薩帕塔重新占领莫雷洛斯州，並與卡蘭薩 的軍隊對抗，直到 1919 年 4 月他在一次伏擊中被殺。他死後，薩帕塔民族解放軍與 奧布裏貢 結盟反對卡蘭薩，並協助將卡蘭薩趕下台。1920 年，在卡蘭薩下台後，薩帕塔民族解放軍獲得莫雷洛斯政府的重要職位，實施了許多薩帕塔所構想的土地改革。
萨帕塔以“土地与自由”为革命的目标。1911年11月25日，萨帕塔公布著名的《阿亚拉计划》（Plan Ayala），提出革命要解决农民问题，以及土地与自由的口号；要求实行土地改革。
萨帕塔对后世影响很大，后人拍了多部电影反映他的生平，在他革命活动主要地区恰帕斯州，有许多以他的名字命名的村庄、街道和建筑。
1994年1月1日，在北美自由贸易协定生效的当天，在墨西哥南部的恰帕斯州，爆发了以维护当地印第安人利益为目标的萨帕塔运动，他们的军队称为民族解放组织，运动的领导人副司令馬科斯继承了萨帕塔的革命理念，并在墨西哥城发表了著名演说《土地之色的人民》。